# Sitia
Sitia (griechisch Σητεία (f. sg.)) ist eine Gemeinde (Δήμος, Dimos) im Osten des Regionalbezirks Lasithi auf der griechischen Mittelmeerinsel Kreta. Die Insel bildet eine der 13 Regionen Griechenlands.
Die eigentliche Stadt Sitia, die auch Sitz der Gemeinde ist, ist nach Ierapetra und Agios Nikolaos mit 9348 Einwohnern die drittgrößte Stadt im Regionalbezirk Lasithi, der ehemaligen Präfektur Lasithi. Als Gemeinde hat Sitia 19.720 Einwohner (Stand 2011).

## Geografie

### Geografische Lage
Sitia ist das bäuerliche Zentrum der durch ausgedehnten Olivenanbau geprägten Region in der Präfektur Lasithi. Touristische Angebote sind vorrangig auf die Hafenpromenade begrenzt, weshalb die Stadt als einer der wenigen größeren Orte auf Kreta ihr typisches Gepräge erhalten konnte. Der auf einer Hochebene über der Stadt gelegene neue internationale Flughafen Sitia, der im Sommer 2004 seiner Bestimmung übergeben werden sollte, wird mittlerweile von vielen europäischen Flughäfen angeflogen.
Sitia ist Endpunkt der Europastraße 75.

### Gemeindegliederung
Die Gemeinde Sitia ist in vier Gemeindebezirke gegliedert. Dies sind die bis 2010 bestehenden selbstständigen Gemeinden Itanos, Lefki und Sitia sowie der neue Gemeindebezirk Analipsi. Die lokale Selbstverwaltung wird durch einen Stadtbezirk (gr. dimotiki kinotita), nämlich Sitia, und 29 Ortsgemeinschaften topikes kinotites ausgeübt. Im November 2011 wurden vier Ortsgemeinschaften aus der Gemeinde Ierapetra nach Sitia eingemeindet, aber zunächst keinem der Gemeindebezirke zugeordnet. 
In der nachfolgenden Tabelle sind außerdem Siedlungen mit über 400 Einwohnern verzeichnet (Einwohnerzahlen aus dem Ergebnis der Volkszählung 2011).
| - Gemeindebezirk Itanos – Δημοτική Ενότητα Ιτάνου – 2.108 - Ortsgemeinschaft Karydi – Τοπική Κοινότητα Καρυδίου – 86 - Ortsgemeinschaft Palekastro – Τοπική Κοινότητα Παλαικάστρου – 1.275 - Palekastro – Παλαίκαστρον – 953 - Ortsgemeinschaft Zakros – Τοπική Κοινότητα Ζάκρου – 747 - Zakros – Ζάκρος – 640 - Gemeindebezirk Lefki – Δημοτική Ενότητα Λεύκης – 1.697 - Ortsgemeinschaft Agia Triada – Τοπική Κοινότητα Αγίας Τριάδος – 77 - Ortsgemeinschaft Apidia – Τοπική Κοινότητα Απιδίων – 342 - Ortsgemeinschaft Armeni – Τοπική Κοινότητα Αρμένων – 322 - Ortsgemeinschaft Chandras – Τοπική Κοινότητα Χανδρά – 226 - Ortsgemeinschaft Pannagiannades – Τοπική Κοινότητα Παππαγιαννάδων – 268 - Ortsgemeinschaft Ziros – Τοπική Κοινότητα Ζίρου – 462 - Gemeindebezirk Analipsi – Δημοτική Ενότητα Ανάληψης – 1.402 (seit November 2011) - Ortsgemeinschaft Chrysopigi – Τοπική Κοινότητα Χρυσοπηγής – 190 - Ortsgemeinschaft Lithines – Τοπική Κοινότητα Λιθινών – 346 - Ortsgemeinschaft Pefki – Τοπική Κοινότητα Πεύκων – 763 - Ortsgemeinschaft Perivolakia – Τοπική Κοινότητα Περιβολακίων – 103 | - Gemeindebezirk Sitia – Δημοτική Ενότητα Σητείας – 14.513 - Stadtbezirk Sitia – Δημοτική Κοινότητα Σητείας – 9.912 - Sitia – 9.348 - Ortsgemeinschaft Agios Georgios – Τοπική Κοινότητα Αγίου Γεωργίου Σητείας – 182 - Ortsgemeinschaft Achladia – Τοπική Κοινότητα Αχλαδίων – 274 - Ortsgemeinschaft Chamezi – Τοπική Κοινότητα Χαμεζίου – 253 - Ortsgemeinschaft Exo Mouliana – Τοπική Κοινότητα Έξω Μουλιανών – 247 - Ortsgemeinschaft Krya – Τοπική Κοινότητα Κρυών – 128 - Ortsgemeinschaft Lastros – Τοπική Κοινότητα Λάστρου – 157 - Ortsgemeinschaft Maronia – Τοπική Κοινότητα Μαρωνίας – 152 - Ortsgemeinschaft Myrsinis – Τοπική Κοινότητα Μυρσίνης – 147 - Ortsgemeinschaft Piskokefalo – Τοπική Κοινότητα Πισκοκεφάλου – 781 - Piskokefalo – Πισκοκέφαλο – 642 - Ortsgemeinschaft Presos – Τοπική Κοινότητα Πραισού – 56 - Ortsgemeinschaft Roussa Ekklisia – Τοπική Κοινότητα Ρούσσας Εκκλησίας – 213 - Ortsgemeinschaft Sfaka – Τοπική Κοινότητα Σφάκας – 322 - Ortsgemeinschaft Skopi – Τοπική Κοινότητα Σκοπής – 774 - Skopi – Σκοπή – 553 - Ortsgemeinschaft Stavromenos – Τοπική Κοινότητα Σταυρωμένου – 161 - Ortsgemeinschaft Tourloti – Τοπική Κοινότητα Τουρλωτής – 420 |

## Geschichte

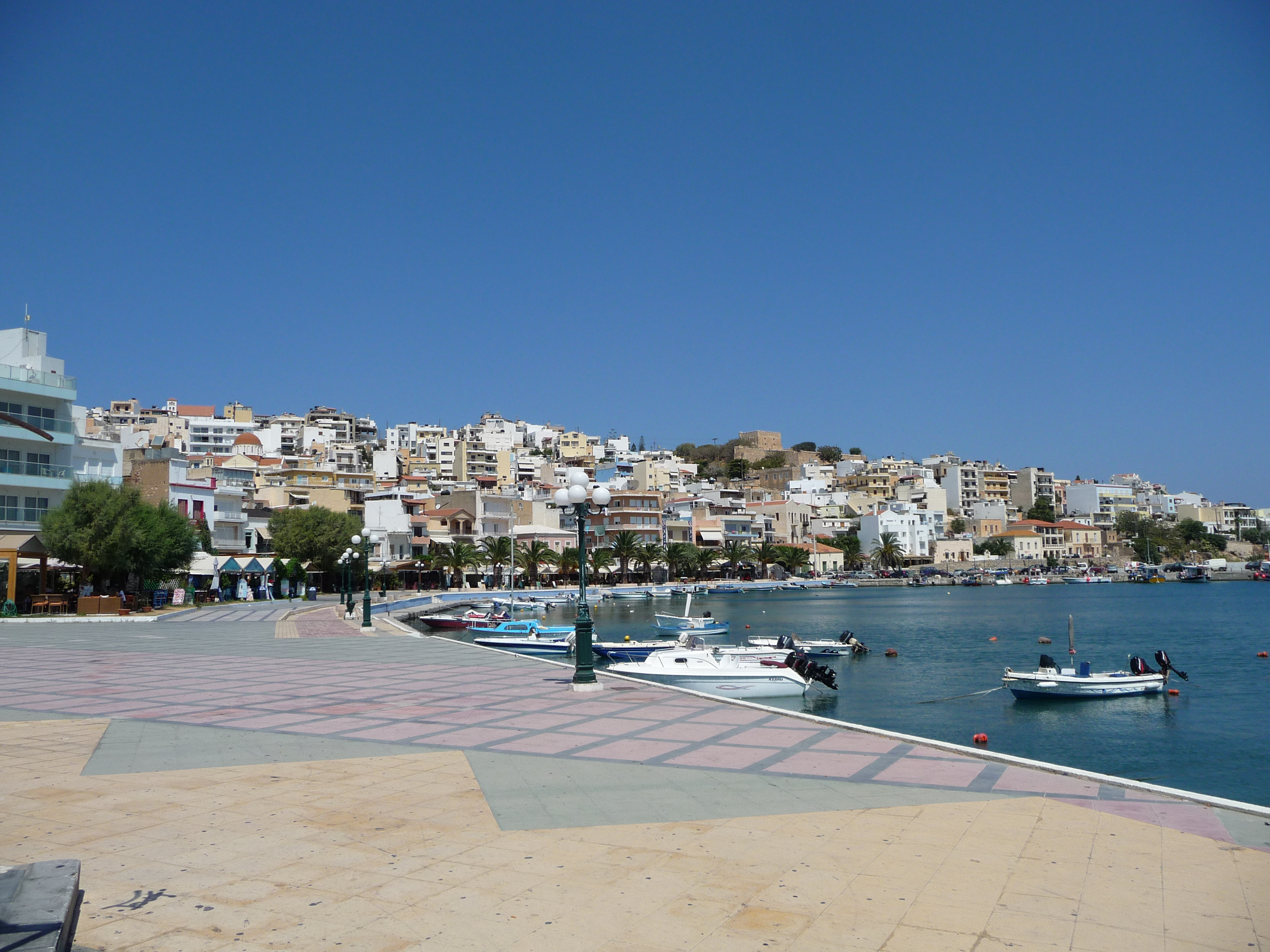
Hafen von Sitia

Archäologische Funde belegen eine Besiedelung seit etwa 1050 v. Chr. Laut Diogenes Laertios war Sitia die Heimatstadt des Myson, eines der Sieben Weisen. Ausgrabungen in der Umgebung (Agia Fotia, Praisos) belegen eine Besiedelung der Bucht in minoischer und hellenistischer Zeit. Venezianer legten die Stadt an, was sich noch heute in den rechtwinklig angeordneten Straßenführungen zeigt. Nachdem Stadt und Festung im 17. Jahrhundert zerstört wurden, begann ein Neuaufbau erst wieder Mitte des 19. Jahrhunderts.
Berühmtester Sohn der Stadt ist der Dichter Vitsentzos Kornaros, der den Versroman Erotokritos verfasste. Das Werk gilt als bedeutendstes der frühneuzeitlichen kretischen Literatur.

## Sehenswürdigkeiten

### Museen

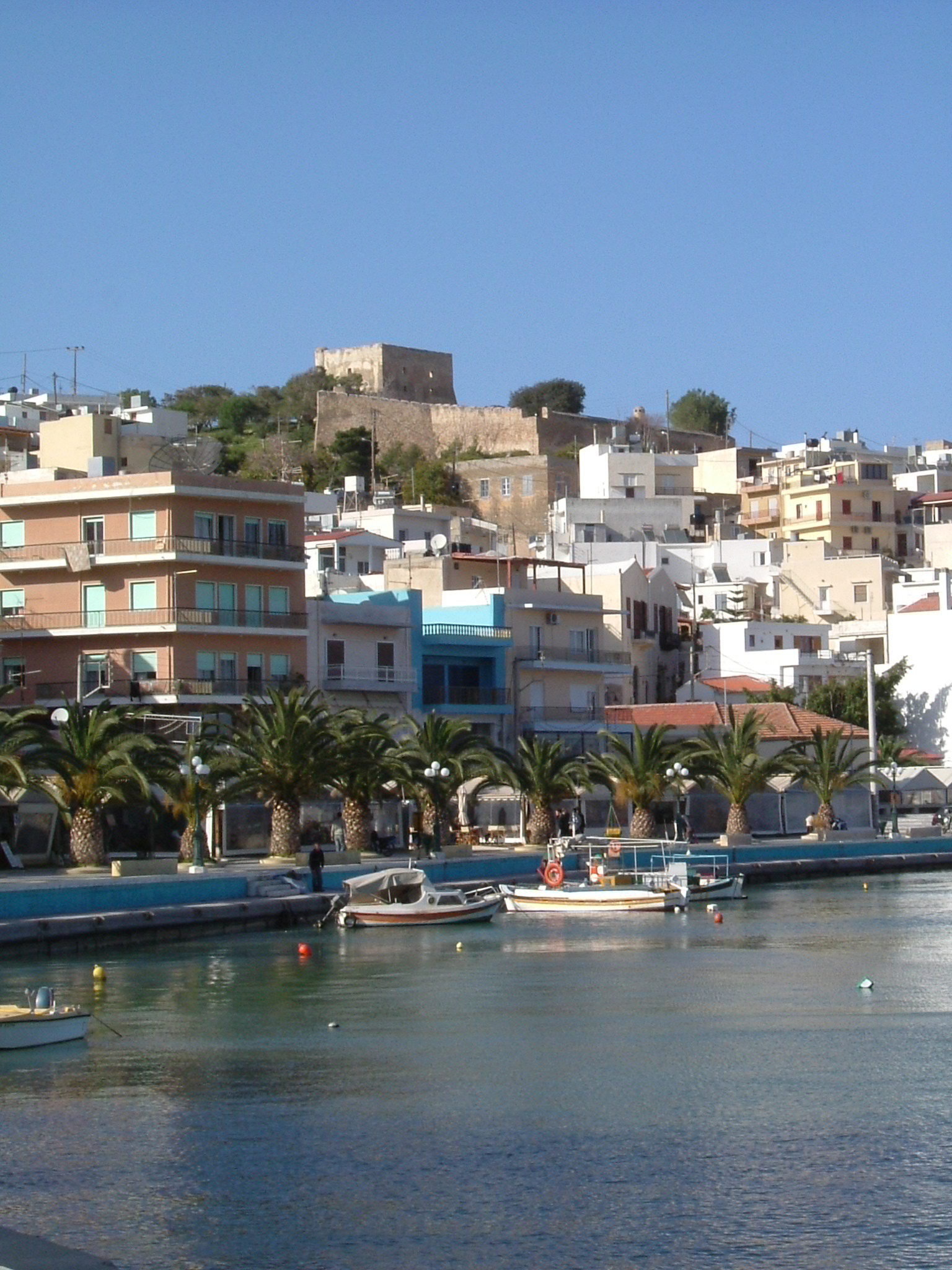
Stadtansicht vom Hafen

Zu den Sehenswürdigkeiten zählt das Archäologische Museum Sitia, wo Funde aus den Ausgrabungsstätten Ostkretas gezeigt werden. Vom Neolithikum bis zur römischen Zeit werden Objekte ausgestellt, hauptsächlich auch aus Kato Zakros. Das bekannteste Ausstellungsstück des Museums ist der Kouros von Palaikastro.
Das venezianische Kastell Kasarma, ursprünglich von Kreuzfahrern errichtet, um- und ausgebaut während der venezianischen Besetzung der Insel, wurde 1651 von seinen Besitzern zerstört, um es nicht in die Hände der Türken fallen zu lassen. Es liegt am höchsten Punkt der Stadt.
Das Folklore-Museum zeigt traditionelle Haushaltsgeräte und Arbeitswerkzeuge sowie Erzeugnisse aus heimischer Handwerksproduktion.

### Archäologische Stätten der Gemeinde
- Achladia (minoische Villa)
- Agios Georgios (minoische Villa)
- Chamaizi (minoisches Haus)
- Diaskari (spätminoische Siedlung)
- Itanos (minoische/dorische Hafenstadt)
- Kato Zakros (minoischer Palast)
- Kloster Toplou
- Roussolakkos (minoische Stadt)
- Petras (minoischer Palast)
- Petsophas (minoisches Gipfelheiligtum)
- Prinias (minoisches Gipfelheiligtum)
- Platyskinos (Tholosgrab)
- Praisos (eteokretische Stadt)
- Trypitos (hellenistische Stadt)
- Xerokambos (hellenistische Siedlung)
- Zakros (minoische Villa)
- Zou (minoische Villa)

### Naturschauplätze in der Umgebung
- Palmenstrand von Vai
- Chandras-Hochebene

## Belege
1. 1 2 3  Ergebnisse der Volkszählung 2011 beim Nationalen Statistischen Dienst Griechenlands (ΕΛ.ΣΤΑΤ) (Excel-Dokument, 2,6 MB)
2. ↑  Griechisches Gesetzesblatt vom  9. November 2011  (ΦΕΚ A239/09.11.2011) PD 105 PDF Online (griechisch)
3. ↑  Griechisches Gesetzesblatt vom  14. April 2014 (ΦΕΚ A 93/14.04.2014) PDF Online  S. 1556 (griechisch)